# Darrin Hancock
Pour les articles homonymes, voir Hancock.
Darrin Hancock, né le 3 novembre 1971, à Birmingham, en Alabama, est un ancien joueur américain de basket-ball. Il évolue aux postes d'arrière et d'ailier.

## Palmarès
- McDonald's All American 1990
- Champion USBL 2000, 2003, 2004
- MVP post-saison USBL 2003
- All-USBL First Team 2000, 2003
- USBL All-Defensive Team 2000
- Meilleur tireur à trois-points USBL 2003